# 松井弘恵
松井 弘恵（まつい ひろえ、1972年7月12日 - ）は、日本のフリーアナウンサー。株式会社e-table代表取締役、敬和学園大学非常勤講師。

## 概要
新潟県新潟市出身。1994年（平成6年）4月から1996年（平成8年）10月まで、新潟放送のテレビ編成部で契約社員として勤務した後、1996年12月からけんと放送でアナウンサーとして勤務。出産を機に、けんと放送を退社し、2002年（平成14年）4月からフリーアナウンサーとして活動を始め、2019年（平成31年）2月27日に株式会社e-tableを設立し代表取締役を務めている。2020年（令和2年）4月から敬和学園大学の非常勤講師も務める。

## 出演番組

### ラジオ
BSNラジオ
『たかまろ&ひろえの痛快楽笑ラジオ』（毎週日曜日 16:00 - 17:00）レギュラー
『松井弘恵のばななサンデー』（2003年4月 - 2006年3月 毎週日曜日 11:00 - 12:24）レギュラー
FMPORT（hiroe名義）
『i Compass』
『Paraiso Omelette』
『hiro & hiroの新潟ステキ再発見！』 - 泉田裕彦新潟県知事と共演
その他
『月乃光司のハート宅配便～あなたの心に届く33%の生きる力』（インターネットラジオ「オールニートニッポン」にて）